# Einzel
Einzel bezeichnet eine Spielvariante in mehreren Ballsportarten, in denen ein einzelner Spieler gegen einen anderen einzelnen Spieler antritt. Durch den Begriff des Einzels wird von der meist einzigen anderen Variante der Sportart unterschieden, in der zwei kooperierende Spieler gegen zwei andere Spieler antreten (Doppel).
Die bekanntesten dieser Sportarten sind vier Rückschlagsportarten, die mit Schlägern gespielt werden:
- Tennis (im Gegensatz zu Doppel und Mixed)
- Tischtennis[1]
- Badminton[2]
- Squash[3]

Das Einzel hat in diesen Sportarten allgemein eine größere Bedeutung als das Doppel, es wird im Breiten- wie im Leistungssport öfter gespielt, erzielt im Spitzensport ein wesentlich höheres Medieninteresse und höhere Preisgelder.

## Ausnahmen und Varianten zum Einzel-Doppel-Begriff
Es gibt eine Vielzahl von Sportarten, die Variationen vom typischen Einzel-Doppel-Konzept aufweisen. Darunter sind sowohl viele weniger bekannte Rückschlagsportarten als auch andere Ball- und Kugelspiele.
Beispiele:
American Handball kennt neben Einzel und Doppel noch die Variante mit drei gegeneinander spielenden Einzelspielern.
Fußballtennis kennt neben Einzel und Doppel auch noch die Tripel genannte Variante mit drei Spielern auf jeder Seite.
Im Tischfußball, das keine Rückschlagsportart ist, werden die Spielvarianten auch Einzel und Doppel genannt.
In den Kugelsportarten, die sämtlich keine Rückschlagsportarten sind, z. B. Boccia, existieren z. T. fremdsprachliche Begriffe für Einzel und Doppel im deutschen Sprachraum, z. T. wird auch hier von Einzel und Doppel gesprochen. In diesen Sportarten wird jedoch zwischen einzeln spielenden und hintereinander, also nicht zeitgleich kooperierenden Spielern unterschieden.

## Einzelbegriff im Kontrast zum Mannschaftswettbewerb
Teilweise wird in anderen Sportarten auch vom Einzel oder Einzelwettbewerb im Kontrast zum Mannschaftswettbewerb gesprochen, wobei der Mannschaftswettbewerb in diesen Sportarten allerdings aus zusammengerechneten Einzelkämpfen ohne Kooperation der Mannschaftsmitglieder besteht, z. B. im Fechtsport.
Auch in den eigentlichen Einzel-Doppel-Sportarten finden häufig Wettbewerbe in den Disziplinen Einzel und Mannschaft statt. Dabei bestehen Mannschaftswettbewerbe bei Turnieren wie auch im Ligabetrieb aus unterschiedlichen Kombinationen mehrerer zusammengerechneter Einzel- und Doppelspiele.
Zum Beispiel werden seit 2008 bei Olympischen Spielen im Tischtennis die Wettbewerbe Einzel und 3er-Mannschaft (zuvor Einzel und Doppel) ausgetragen.

## Wettbewerbsbegriffe in Kombination mit dem Wort Einzel
In einigen Sportarten werden Begriffe in Kombinationen mit dem Wort Einzel benutzt, z. B. Einzelzeitfahren im Radsport und Einzellauf im Eiskunstlauf.